# Pyrola mattfeldiana
Pyrola mattfeldiana är en ljungväxtart som beskrevs av Heinrich Andres. Pyrola mattfeldiana ingår i släktet pyrolor, och familjen ljungväxter. Inga underarter finns listade i Catalogue of Life.